# Yoshinori Sakai
Yoshinori Sakai, apodado el bebé de Hiroshima (en japonés: 坂井 義則, transliteración: Sakai Yoshinori; Miyoshi, Hiroshima, 6 de agosto de 1945 − Tokio, 10 de septiembre de 2014) fue un atleta y periodista japonés, conocido por ser el encargado de encender el pebetero olímpico en los Juegos Olímpicos de Verano de 1964 celebrados en Tokio.

## Biografía
Nació el 6 de agosto de 1945 en la ciudad de Miyoshi, población situada actualmente en la ciudad de Hiroshima, el mismo día que se produjo el bombardeo atómico de Hiroshima durante la Segunda Guerra Mundial.
En el año 1964 fue el encargado de realizar el encendido del pebetero en la ceremonia inaugural de los Juegos Olímpicos de Verano de 1964 celebrados en Tokio (Japón), convirtiéndose en un símbolo de paz.
Participó en los Juegos Asiáticos de 1966 celebrados en Bangkok, donde ganó una medalla de oro en el relevo 4 × 400 metros y una medalla de plata en los 400 metros lisos. Nunca compitió en unos Juegos Olímpicos.
Al retirarse de la competición pasó a ser comentarista deportivo de Fuji Television.
Falleció el 10 de septiembre de 2014 en un hospital de Tokio, como consecuencia de una hemorragia cerebral.